# فربيون شامي
الفربيون الشامي (باللاتينية: Euphorbia chamaepeplus) نوع نباتي يتبع جنس الفربيون من الفصيلة اللبنية.

## الموئل والانتشار
ينتشر في بلاد الشام ومصر وقبرص.

## مرادفات للاسم العلمي
- (باللاتينية: Tithymalus chamaepeplus (Boiss. & Gaill.) Soják)
- (باللاتينية: Euphorbia sinaica Hochst. ex Boiss., des. inval.)
- (باللاتينية: Euphorbia chamaepeplus var. angustifolia Danin)
- (باللاتينية: Euphorbia chamaepeplus var. sinaica Boiss.)